# Gafer
La Gafer est le nom d'une société de production créée en commun par les acteurs Jean Gabin et Fernandel, en 1963.
Le nom de la société est formé par les premières syllabes de Gabin et Fernandel. Fernandel a été entendu plaisantant au sujet du fait que le choix des pseudonymes s'était imposé parce que le mariage des noms des deux acteurs (Moncorgé et Contandin) aurait donné un nom inutilisable (Moncon),. Cette société a produit entre autres le film L'Âge ingrat.
La Gafer produira neuf longs-métrages : cinq avec Jean Gabin, trois avec Fernandel mais un seul réunissant les deux têtes d'affiche.
Cette société de production cesse ses activités en 1973, deux ans après la mort de Fernandel.  

## Filmographie
- 1964 : L'Âge ingrat de Gilles Grangier, avec Fernandel et Jean Gabin
- 1966 : Le Voyage du père de Denys de la Patellière, avec Fernandel
- 1968 : L'Homme à la Buick de Gilles Grangier, avec Fernandel
- 1968 : Le Pacha de Georges Lautner, avec Jean Gabin
- 1970 : Heureux qui comme Ulysse d'Henri Colpi, avec Fernandel
- 1970 : La Horse de Pierre Granier-Deferre, avec Jean Gabin
- 1971 : Le Chat de Pierre Granier-Deferre, avec Jean Gabin
- 1972 : Le Tueur de Denys de la Patellière, avec Jean Gabin
- 1973 : L'Affaire Dominici de Claude Bernard-Aubert, avec Jean Gabin

| Film                     | Année | Réalisateur            | Nombre d'entrées |
| ------------------------ | ----- | ---------------------- | ---------------- |
| L'Âge ingrat             | 1964  | Gilles Grangier        | 2 862 204        |
| La Horse                 | 1970  | Pierre Granier-Deferre | 2 113 540        |
| Le Pacha                 | 1968  | Georges Lautner        | 2 050 211        |
| L'Affaire Dominici       | 1973  | Claude Bernard-Aubert  | 1 359 946        |
| Le Voyage du père        | 1966  | Denys de la Patellière | 1 105 368        |
| Le Chat                  | 1971  | Pierre Granier-Deferre | 1 035 709        |
| Heureux qui comme Ulysse | 1970  | Henri Colpi            | 980 682          |
| Le Tueur                 | 1972  | Denys de la Patellière | 910 500          |
| L'Homme à la Buick       | 1968  | Gilles Grangier        | 798 931          |